# Calicotome intermedia
Calicotome intermedia es una especie de planta arbustiva perenne perteneciente a la familia Fabaceae.

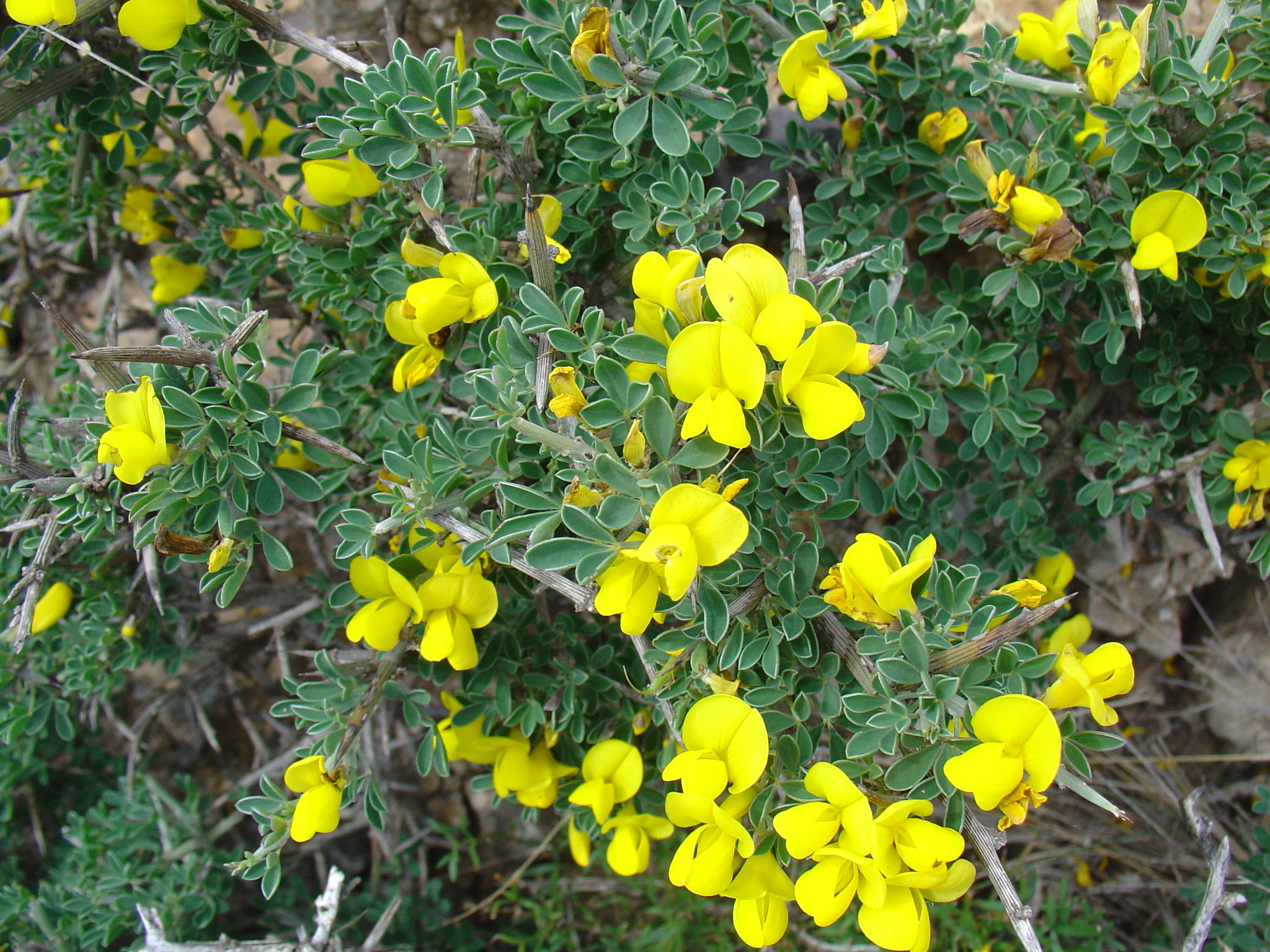
Vista de la planta

## Descripción
Se trata de un arbusto de hasta 1,5 metros de altura armado con fuertes espinas. Es una especie caducifolia estival que pierde la hoja durante el verano y la recupera en cuanto dispone de humedad suficiente. Florece entre enero y marzo.

## Distribución y hábitat
Es una especie de distribución iberoafricana, distribuyéndose en España por las sierras costeras de Almería, Málaga y Cartagena en la Región de Murcia y por el norte de África.
Su hábitat son lugares secos y rocosos y especialmente aquellos que se han visto afectados por algún incendio.

## Taxonomía
Calicotome intermedia fue descrita por Karel Presl, y publicado en Abhandlungen der königlichen Böhmischen Gesellschaft der Wissenschaften 3: 481. 1845.
Etimología
Calicotome: nombre genérico que deriva del griego kályx, -ykos y del latín caly(i)x, -cis = "envoltura de una flor, botón floral, cáliz, etc." y tome¯´, -ês = "corte, etc" que se refiere a que el cáliz, antes de la antesis, se corta o divide transversalmente, por la mitad.
intermedia: epíteto latino que significa "intermedia"
Sinonimia
Ha sido descrita como subespecie de Calicotome infesta, aunque la publicación 'Flora Ibérica' la reconoce como taxón específico.
- Calicotome infesta subs.intermedia.(C.Presl) Greuter

## Nombres comunes
- Castellano: aliaga, aliaga espinosa, argilaga, algilada, aulaga.